# گوبکین
شهر گوبکین (به روسی: Губкин) در کشور روسیه و در اوبلاست بلگورود واقع شده‌است.